# Buenavista, Purísima del Rincón
Buenavista är en ort i Mexiko.   Den ligger i kommunen Purísima del Rincón och delstaten Guanajuato, i den centrala delen av landet, 300 km nordväst om huvudstaden Mexico City. Buenavista ligger 1 774 meter över havet och antalet invånare är 652.
Terrängen runt Buenavista är platt åt sydväst, men åt nordost är den kuperad. Runt Buenavista är det mycket tätbefolkat, med 1 135 invånare per kvadratkilometer. Närmaste större samhälle är León de los Aldama, 15,3 km nordost om Buenavista. Trakten runt Buenavista består till största delen av jordbruksmark.